# Ercheia litura
Ercheia litura là một loài bướm đêm trong họ Noctuidae.